# 中国驻斯特拉斯堡总领事馆
中华人民共和国驻斯特拉斯堡总领事馆（法語：Consulat Général de la République Populaire de Chine à Strasbourg），简称中国驻斯特拉斯堡总领事馆，是中华人民共和国派驻法国大东部大区下莱茵省斯特拉斯堡的最高级别外交机构。
领区包括大东部大区下莱茵省、上莱茵省、默尔特-摩泽尔省、默兹省、摩泽尔省、孚日省、阿登省、奥布省、马恩省、上马恩省10省和勃艮第-弗朗什-孔泰大区杜省、汝拉省、上索恩省、贝尔福省4省。